# 적성면 (순창군)
적성면(赤城面)은 대한민국 전북특별자치도 순창군의 면이다.

## 개요
적성면은 순창군의 동부 평야부에 위치하고 있으면서 동쪽으로는 동계면과 남원시 대강면, 북쪽으로는 임실군 덕치면과 경계를 이루고 있으며, 시설원예(딸기, 토마토, 오이, 버섯, 두릅 등)가 발달해 있다.

## 행정 구역
- 고원리
- 괴정리
- 내월리
- 대산리
- 석산리
- 운림리
- 지북리
- 평남리